# Nürnberg Falcons BC
El Nürnberg Falcons BC, antes llamado Nürnberger BC (abreviado NBC), es un equipo de baloncesto alemán con sede en la ciudad de Núremberg, que compite en la ProA, la segunda división de su país. Disputa sus partidos en el Halle im Berufsbildungszentrum, con capacidad para 2140 espectadores.

## Nombres
- Nürnberger Basketball Club (2009-2013)
- rent4office Nürnberg (2013-2016)
- Nürnberg Falcons BC (2016-actualidad)

## Posiciones en liga
| Temporada | Nivel | Liga | Pos. | Resultado        |
| --------- | ----- | ---- | ---- | ---------------- |
| 2013-14   | 2     | ProA | 6    | Semifinalista    |
| 2014-15   | 2     | ProA | 6    | Semifinalista    |
| 2015-16   | 2     | ProA | 8    | Cuartos de final |
| 2016-17   | 2     | ProA | 12   |                  |
| 2017-18   | 2     | ProA | 12   |                  |

## Palmarés
- Semifinales de la ProA

2014, 2015
- Semifinales de la de la ProB

2011

## Jugadores destacados
| - Joshua Wetzler - Chadrack Lufile - Ryan Steer - Álvaro Pérez de Villar - Matthew Williamson - Cornelius Adler - Mario Blessing - Bill Borekambi - Kevin Bright - Fabian Brutting - Claudio Ceccotti - Bastian Doreth - Michael Fleischmann - Jonathan Ghebreigziabiher - Stephan Haukohl - Haris Hujic - Noah Kamdem - Maximilian Kuhle - Mauricio Marin - Philipp Neumann - Acha Njei - Robert Oehle | - Moritz Sanders - Sebastian Schröder - David Taylor - Nelson Weidemann - Enosch Wolf - Antanas Udras - Hristijan Radichevski - Salman Manzur - Dominik Shusel - Cory Abercrombie - Brian Bennett - Wayne Bernard - Dustin Bevard - Tyrone Brazelton - Julius Brooks - Andre Calvin - Will Chavis - Jud Dillard - Luke Fabrizius - Jeremy Fears - Chris Gadley - Johnnie Gilbert | - Dorian Green - Derrick Harris - Jaivon Harris - Braydon Hobbs - Erik Hood - Robert Lewandowski - Robinson Louisme - Bingo Merriex - Zamal Nixon - Dan Oppland - Cedric Page - Steven Rush - Ahmad Smith - Dylan Talley - Darius Theus - Ronald Thompson - Cliff Tucker - Eric Washington - Diante Watkins - Jeremy Weddle - Kendall Williams - Desmond Yates | - Joshua Young - Nicolau Dilukila - Martin Ides - Robert Zinn - Carlos Novas - Nikita Khartchenkov - Adhar Mayen - Can Akçay - Ryan De Michael - Gene Hagner - Dorian McDaniel - Michael Nunnally - Antonio Peña |